# Флънк
„Флънк“ (Flunk) е електронна група (главно в поджанра трип-хоп, както и индиелектроника и фолкелетроника) от Осло, Норвегия.

## История
Групата стартира като проект между Улф и Йо в Осло през зимата на 2000 г. Първите им демо записи представляват инструментали с включени вокални семпли, а първият им професионален запис е издаден в компилация на Beastservie Records. Мениджърът на звукозаписната компания е толкова впечатлен от завършената песен, че веднага предлага договор на дуото, което по това време дори няма име.
Лятото на 2001 към тях се присъединява вокалистката Аня Ойен Вистер. По време на най-първите записи на групата тя напълно импровизира, а впоследствие вокалите ѝ са нанасени върху инструментала според вижданията на Улф. Минава почти цяла година преди дебютния им албум да е окончателно завършен и издаден.
През 2002 г. проектът е озаглавен Flunk, а първата им песен е кавър версия на „Blue Monday“ на New Order. Парчето е прието изключително позитивно от музикалната критика в Скандинавия и Великобритания, а впоследствие е включено в множество компилации. През април с.г. излиза албумът „For Sleepyheads Only“, който получава отлични оценки от критиците в Норвегия. След успеха на родна земя Flunk са поканени да участват на живо по Radio 1 на BBC. Отзвукът от участието им осигурява изяви в цяла Великобритания. В Щатите групата подписва договор за издаване с Guidance Recordings. Още през лятото дебютният албум на Flunk излиза във Великобритания и получава отлични ревюта в британски музикални списания. През ноември с.г. „For Sleepy Heads“ е издаден и в САЩ, където също е приет добре. През 2003 г. албумът е издаден в цяла Европа, а в някои държави дори е преиздаден с допълнителни ремикс версии.
Следващият студиен запис „Morning Star“ е записан през втората половина на 2003 г. в Париж, излиза през март 2004 г. в Норвегия и през май в останалия свят. В Щатите „Morning Star“ е издаден под името „Play America“ с променен траклист, включващ част от песните от оригиналното издание и записани специално за тази версия тракове. Албумът е приет добре от европейската критика.
След 3-годишна пауза членовете на Flunk влизат отново в студиото, за да запишат третия си албум „Personal Stereo“, а след 2 години – „This Is What You Get“, където е включена кавър версия на „Karma Police“ на Radiohead.

## Членове
- Аня Ойен Вистер (вокали)
- Улф Нюгард (продуцент)
- Йо Баке (китари)
- Ерик Руд (барабани)

## Дискография

### Албуми
- „For Sleepyheads Only“ (2002) / „Treat Me Like You Do – For Sleepyheads Only Remixed“ (2003)
- „Morning Star“ (2004) / „Play America“ (2005)
- „Personal Stereo“ (2007)
- „This Is What You Get“ (2009)

### EP-та
- „Miss World“ (2002)
- „Blue Monday“ (2002)
- „Blue Monday Remixes“ (2002)
- „All Day and All of the Night Remixes“ (2005)